# Peter Tham
Peter Tham, född 6 februari 1709 i Göteborg, död 24 mars 1787 på Stora Dala i Dala socken,  var en svensk bruksägare och major.

## Biografi
Peter Tham var son till kommerserådet Sebastian Tham i dennes tredje gifte med Elisabeth Cronström. Samt sonson till rådmannen Volrath Tham. Efter moderns död 1771 blev Peter Tham delägare med 2/5 av Forsviks säteri och bruk.
Han gifte sig första gången med Ulrica Ulfsparre af Broxvik (1706–1781) och andra gången med Elisabeth Linnerhjelm (1728–1793). Han blev i äktenskapet med Ulrica Ulfsparre far till Pehr Tham.